# Susanna Tamaro
Susanna Tamaro (ur. 12 grudnia 1957 w Trieście) – włoska pisarka.
W swojej twórczości porusza trudne problemy współczesnego człowieka, jak brak miłości i wzajemnego zrozumienia, samotność, daremne poszukiwanie uniwersalnych prawd mających pomóc odnaleźć się w świecie. Napisała m.in. powieści La testa fra le nuvole (1989), Idź za głosem serca (1994, wyd. pol. 1996), Anima Mundi (1997, wyd. pol. 1998). Wydała także zbiór opowiadań Per voce sola (1991) i powieść dla dzieci Cuore di ciccia (1992).